# Егорьевская пещера
Егорьевская пещера (Суенганская пещера) — карстовая пещера, расположенная в трёх километрах от Егорьевского посёлка в Маслянинском районе Новосибирской области. Длина — 208 м. Самая протяжённая пещера Новосибирской области и вторая по длине на Салаирском кряже.

## Описание
Карстовая пещера понорного типа залегает в мраморизованных известняках на возвышенности правого берега реки Суенга.

## Чрезвычайные происшествия
В 2010 году пещеру не смог самостоятельно покинуть спелеолог. Ему удалось выбраться лишь благодаря сотрудникам спасательной службы.